# فرانک رایایمر
فرانک رایایمر (انگلیسی: Frank Righeimer; ۲۸ فوریهٔ ۱۹۰۹ – ۵ ژوئیهٔ ۱۹۹۸) ورزشکار شمشیربازی اهل ایالات متحده آمریکا بود.
وی در مسابقات کشوری و بین‌المللی در مجموع برندهٔ ۲ مدال برنز شده‌است.